# Campionato mondiale di football americano 2025
Il campionato mondiale di football americano 2025 (in inglese 2025 American Football World Championship), noto anche come Germania 2025 in quanto da disputarsi in tale Stato, sarà la sesta edizione del campionato mondiale di football americano per squadre nazionali maggiori maschili organizzato dalla IFAF.
Originariamente in programma tra il 23 luglio e il 5 agosto 2019 al Wollongong Showground (commercialmente noto come WIN Stadium) dell'Wollongong del Nuovo Galles del Sud, è stato rinviato al 2023 con un comunicato IFAF del 6 dicembre 2018.
Il 10 dicembre 2021 è stato reso noto che il torneo sarà disputato non più in Australia, bensì in Germania.
Il 9 ottobre 2022 è stato annunciato un ulteriore slittamento della data del torneo al 2025. Le squadre qualificate per il 2023 hanno mantenuto il diritto.

## Stadi

### Prima assegnazione (Australia 2019 e 2023)
| Wollongong             | Wollongong Showground) |
| Wollongong Showground  | Wollongong Showground) |
| 34°25′40″S 150°54′09″E | Wollongong Showground) |
| Capacità: 23750        | Wollongong Showground) |
| Altitudine: 5 m s.l.m. | Wollongong Showground) |
|                        | Wollongong Showground) |

## Squadre partecipanti

### Squadre previste per il 2019
Il 19 ottobre 2018 l'Austria ha annunciato che non avrebbe partecipato al mondiale.
Il 26 ottobre 2018 è stata resa nota una dichiarazione del tesoriere della Federazione francese, che ha affermato che la partecipazione della Francia era in dubbio.
| Pr. | Squadra        | Data di qualificazione | Qualificata in quanto      | Data di ritiro/squalifica | Motivo | Ultima partecipazione |
| --- | -------------- | ---------------------- | -------------------------- | ------------------------- | ------ | --------------------- |
| 1   | Stati Uniti    | 18 luglio 2015         | 1ª class. al Mondiale 2015 |                           |        | Stati Uniti 2015      |
| 2   | Australia      |                        | Nazione organizzatrice     |                           |        | Stati Uniti 2015      |
| 3   | Francia        | 4 agosto 2018          | 1ª class. all'Europeo 2018 |                           |        | Stati Uniti 2015      |
| -   | Austria        | 4 agosto 2018          | 2ª class. all'Europeo 2018 | 19 ottobre 2018           |        | Austria 2011          |
| 4   | non conosciuta |                        |                            |                           |        |                       |
| 5   | non conosciuta |                        |                            |                           |        |                       |
| 6   | non conosciuta |                        |                            |                           |        |                       |
| 7   | non conosciuta |                        |                            |                           |        |                       |
| 8   | non conosciuta |                        |                            |                           |        |                       |

### Squadre previste per il 2023/2025
| Pr. | Squadra        | Data di qualificazione | Qualificata in quanto                      | Data di ritiro/squalifica | Motivo | Ultima partecipazione |
| --- | -------------- | ---------------------- | ------------------------------------------ | ------------------------- | ------ | --------------------- |
| 1   | Stati Uniti    | 18 luglio 2015         | 1ª class. al Mondiale 2015                 |                           |        | Stati Uniti 2015      |
| 2   | Australia      |                        | Vincitrice delle qualificazioni oceanaiane |                           |        | Stati Uniti 2015      |
| 3   | Italia         | 31 ottobre 2021        | 1ª class. all'Europeo 2021                 |                           |        | Italia 1999           |
| 4   | Svezia         | 31 ottobre 2021        | 2ª class. all'Europeo 2021                 |                           |        | Austria 2011          |
| 5   | Germania       | 10 dicembre 2021       | Nazione organizzatrice                     |                           |        | Austria 2011          |
| 6   | non conosciuta |                        |                                            |                           |        |                       |
| 7   | non conosciuta |                        |                                            |                           |        |                       |
| 8   | non conosciuta |                        |                                            |                           |        |                       |